# جایزه بزرگ ایتالیا ۱۹۷۵
جایزه بزرگ ایتالیا ۱۹۷۵ (انگلیسی: ‎1975 Italian Grand Prix‎) یک مسابقهٔ موتوری در رشتهٔ اتومبیل‌رانی فرمول یک بود که در تاریخ ۷ سپتامبر ۱۹۷۵ در پیست ناتزیوناله مونتزا واقع در مونتزا، لمباردی، ایتالیا برگزار شد. این گراند پری در میان ۱۴ گراند پری در فصل ۱۹۷۵، مسابقهٔ شمارهٔ ۱۳ بود.
در این مسابقه که در ۵۲ دور و به مسافت ۳۰۰٫۵۶ کیلومتر (۱۸۶٫۷۵۹ مایل) برگزار شد، پول پوزیشن توسط نیکی لائودا کسب شد و سریع‌ترین زمان برای طی یک دور پیست که برابر با ۱:۳۳٫۱ بود نیز توسط کلی رگاتزونی به ثبت رسید.
کلی رگاتزونی از تیم فراری، امرسون فیتیپالدی از تیم مک‌لارن-فورد و نیکی لائودا از تیم فراری به‌ترتیب مقام‌های اول تا سوم مسابقه را کسب کردند.

## رده‌بندی قهرمانی پس از مسابقه
- نام‌های پررنگ نشان‌دهندهٔ قهرمان جهان هستند.

| جایگاه | راننده           | امتیاز |
| ------ | ---------------- | ------ |
| ۱      | نیکی لائودا      | ۵۵٫۵   |
| ۲      | امرسون فیتیپالدی | ۳۹     |
| ۳      | کارلوس روتمان    | ۳۷     |
| ۴      | جیمز هانت        | ۳۰     |
| ۵      | کلی رگاتزونی     | ۲۵     |
| منبع:  |                  |        |

| جایگاه | سازنده      | امتیاز  |
| ------ | ----------- | ------- |
| ۱      | فراری       | ۶۳٫۵    |
| ۲      | برابام-فورد | ۵۴ (۵۶) |
| ۳      | مک‌لارن-فورد | ۴۷      |
| ۴      | هسکث-فورد   | ۳۰      |
| ۵      | تایرل-فورد  | ۲۴      |
| منبع:  |             |         |

یادداشت
- تنها پنج جایگاه نخست از هر رده‌بندی نمایش داده شده‌است.